# Anesthesia
Anesthesia je zagrebački thrash metal sastav.

## Povijest sastava
Sastav je osnovan 1988. u Zagrebu. Iste godine objavljuje i svoj prvi demouradak Iza zida. Na njemu su sve pjesme pjevane na hrvatskom, za razliku od sljedećih albuma, čiji su tekstovi pjesama pisani engleskim jezikom. Grupa ubrzo potpisuje ugovor s Croatia Recordsom te 1993. objavljuje svoj prvi studijski album Eye for an Eye. Sastav je stekao popularnost te su njihovi spotovi često bili prikazivani u TV emisiji Metalmanija. Dvije godine kasnije objavili su drugi, ujedno i posljednji studijski album, Bone. Sastav se raspao 2000. godine, no ponovno su se okupio u studenom 2009. kada su uz bivšeg pjevača Iron Maidena, Paula Di'Anna i Thunderbolt u zagrebačkom klubu Boogaloo nastupili na prvom Metal Mania partyju.

## Diskografija
Studijski albumi
- Eye for an Eye (1993.)
- Bone (1995.)

Demo uradci
- Iza zida (1988.)
- Demo 2 (1990.)

## Vanjske poveznice
- MySpace stranica